# Kumkumanahalli, Tumkur
Kumkumanahalli là một làng thuộc tehsil Tumkur, huyện Tumkur, bang Karnataka, Ấn Độ.